# Karjol, Bijapur
Karjol là một làng thuộc tehsil Bijapur, huyện Bijapur, bang Karnataka, Ấn Độ.